# Marele Premiu al Statelor Unite din 2024
Marele Premiu al Statelor Unite din 2024 (cunoscut oficial ca Formula 1 Pirelli United States Grand Prix 2024) a fost o cursă auto de Formula 1 ce s-a desfășurat pe 20 octombrie 2024 pe Circuitul Americilor din Austin, Texas, Statele Unite ale Americii. Cursa a fost cea de-a nouăsprezecea etapă a Campionatului Mondial de Formula 1 FIA din 2024 și al patrulea weekend de Mare Premiu al sezonului care utilizează formatul sprint.
Max Verstappen de la Red Bull Racing a obținut pole position-ul pentru cursa de sprint, pe care a câștigat-o în fața lui Carlos Sainz Jr. de la Ferrari și Lando Norris de la McLaren. Norris a obținut pole-ul pentru cursa principală, dar a pierdut în fața lui Charles Leclerc de la Ferrari. Sainz a încheiat cursa pe locul 2, marcând o dublă 1-2 pentru Ferrari, prima în Statele Unite din 2006 și prima victorie pentru Ferrari în Statele Unite din 2018 cu Kimi Räikkönen. După o luptă intensă în finalul cursei între el și Verstappen, Norris a terminat al treilea pe circuit, dar a fost retrogradat pe locul patru după o penalizare. Verstappen a terminat pe locul 3 completând podiumul. Esteban Ocon de la Alpine a realizat primul tur cel mai rapid din carieră în această cursă, dar nu a primit punctul deoarece s-a clasat pe locul 18.

## Context
Furnizorul de anvelope Pirelli a adus compușii de anvelope C2, C3 și C4 (denumiți duri, medii și, respectiv, moi) pentru ca echipele să le folosească la eveniment.
Zona DRS de la intrarea în virajul 12 a fost scurtată cu 95 de metri.

## Sprint

### Calificările pentru sprint
Calificările pentru cursa sprint au avut loc vineri, 18 octombrie 2024, cu începere de la ora locală 16:30 CDT (UTC-5), 19 octombrie 00:30 EEST.
| Poz.                  | Nr. | Pilot            | Constructor                  | Timpi calificări | Timpi calificări | Timpi calificări | Grila sprint |
| Poz.                  | Nr. | Pilot            | Constructor                  | SQ1              | SQ2              | SQ3              | Grila sprint |
| --------------------- | --- | ---------------- | ---------------------------- | ---------------- | ---------------- | ---------------- | ------------ |
| 1                     | 1   | Max Verstappen   | Red Bull Racing-Honda RBPT   | 1:33,908         | 1:33,290         | 1:32,833         | 1            |
| 2                     | 63  | George Russell   | Mercedes                     | 1:34,125         | 1:33,544         | 1:32,845         | 2            |
| 3                     | 16  | Charles Leclerc  | Ferrari                      | 1:33,647         | 1:33,392         | 1:33,059         | 3            |
| 4                     | 4   | Lando Norris     | McLaren-Mercedes             | 1:33,919         | 1:33,566         | 1:33,083         | 4            |
| 5                     | 55  | Carlos Sainz Jr. | Ferrari                      | 1:34,109         | 1:33,274         | 1:33,089         | 5            |
| 6                     | 27  | Nico Hülkenberg  | Haas-Ferrari                 | 1:34,825         | 1:33,994         | 1:33,183         | 6            |
| 7                     | 44  | Lewis Hamilton   | Mercedes                     | 1:33,840         | 1:33,370         | 1:33,378         | 7            |
| 8                     | 20  | Kevin Magnussen  | Haas-Ferrari                 | 1:34,403         | 1:33,788         | 1:33,398         | 8            |
| 9                     | 22  | Yuki Tsunoda     | RB-Honda RBPT                | 1:34,646         | 1:34,052         | 1:33,802         | 9            |
| 10                    | 43  | Franco Colapinto | Williams-Mercedes            | 1:34,606         | 1:33,952         | 1:34,406         | 10           |
| 11                    | 11  | Sergio Pérez     | Red Bull Racing-Honda RBPT   | 1:34,333         | 1:34,244         | N/A              | 11           |
| 12                    | 10  | Pierre Gasly     | Alpine-Renault               | 1:34,865         | 1:34,363         | N/A              | 12           |
| 13                    | 18  | Lance Stroll     | Aston Martin Aramco-Mercedes | 1:34,324         | Fără timp        | N/A              | 13           |
| 14                    | 14  | Fernando Alonso  | Aston Martin Aramco-Mercedes | 1:34,436         | Fără timp        | N/A              | 14           |
| 15                    | 30  | Liam Lawson      | RB-Honda RBPT                | 1:34,617         | Fără timp        | N/A              | 15           |
| 16                    | 81  | Oscar Piastri    | McLaren-Mercedes             | 1:34,881         | N/A              | N/A              | 16           |
| 17                    | 31  | Esteban Ocon     | Alpine-Renault               | 1:34,917         | N/A              | N/A              | 17           |
| 18                    | 23  | Alexander Albon  | Williams-Mercedes            | 1:35,054         | N/A              | N/A              | LB           |
| 19                    | 77  | Valtteri Bottas  | Kick Sauber-Ferrari          | 1:35,148         | N/A              | N/A              | 18           |
| 20                    | 24  | Zhou Guanyu      | Kick Sauber-Ferrari          | 1:36,472         | N/A              | N/A              | 19           |
| Regula 107%: 1:40,202 |     |                  |                              |                  |                  |                  |              |
| Sursa:                |     |                  |                              |                  |                  |                  |              |

Note
- ^1 – Alexander Albon s-a calificat pe locul 18, dar a fost nevoit să înceapă sprintul de la boxe deoarece mașina sa a fost modificată în condiții de parc închis.[5]

### Cursa sprint
Sprintul s-a desfășurat sâmbătă, 19 octombrie 2024, având startul la ora locală 13:00 CDT (UTC-5), 21:00 EEST, cu distanța de 19 tururi.
| Poz.                                                                                 | Nr. | Pilot            | Constructor                  | Tururi | Timp/Abandon | Grilă | Puncte |
| ------------------------------------------------------------------------------------ | --- | ---------------- | ---------------------------- | ------ | ------------ | ----- | ------ |
| 1                                                                                    | 1   | Max Verstappen   | Red Bull Racing-Honda RBPT   | 19     | 31:06,146    | 1     | 8      |
| 2                                                                                    | 55  | Carlos Sainz Jr. | Ferrari                      | 19     | +3,882       | 5     | 7      |
| 3                                                                                    | 4   | Lando Norris     | McLaren-Mercedes             | 19     | +6,240       | 4     | 6      |
| 4                                                                                    | 16  | Charles Leclerc  | Ferrari                      | 19     | +6,956       | 3     | 5      |
| 5                                                                                    | 63  | George Russell   | Mercedes                     | 19     | +15,766      | 2     | 4      |
| 6                                                                                    | 44  | Lewis Hamilton   | Mercedes                     | 19     | +18,724      | 7     | 3      |
| 7                                                                                    | 20  | Kevin Magnussen  | Haas-Ferrari                 | 19     | +25,161      | 8     | 2      |
| 8                                                                                    | 27  | Nico Hülkenberg  | Haas-Ferrari                 | 19     | +26,588      | 6     | 1      |
| 9                                                                                    | 11  | Sergio Pérez     | Red Bull Racing-Honda RBPT   | 19     | +29,950      | 11    |        |
| 10                                                                                   | 81  | Oscar Piastri    | McLaren-Mercedes             | 19     | +37,059      | 16    |        |
| 11                                                                                   | 22  | Yuki Tsunoda     | RB-Honda RBPT                | 19     | +38,363      | 9     |        |
| 12                                                                                   | 43  | Franco Colapinto | Williams-Mercedes            | 19     | +39,460      | 10    |        |
| 13                                                                                   | 18  | Lance Stroll     | Aston Martin Aramco-Mercedes | 19     | +41,236      | 13    |        |
| 14                                                                                   | 10  | Pierre Gasly     | Alpine-Renault               | 19     | +41,995      | 12    |        |
| 15                                                                                   | 31  | Esteban Ocon     | Alpine-Renault               | 19     | +42,804      | 17    |        |
| 16                                                                                   | 30  | Liam Lawson      | RB-Honda RBPT                | 19     | +44,008      | 15    |        |
| 17                                                                                   | 23  | Alexander Albon  | Williams-Mercedes            | 19     | +44,564      | LB    |        |
| 18                                                                                   | 14  | Fernando Alonso  | Aston Martin Aramco-Mercedes | 19     | +46,807      | 14    |        |
| 19                                                                                   | 24  | Zhou Guanyu      | Kick Sauber-Ferrari          | 19     | +52,842      | 19    |        |
| 20                                                                                   | 77  | Valtteri Bottas  | Kick Sauber-Ferrari          | 19     | +54,476      | 18    |        |
| Cel mai rapid tur: Max Verstappen (Red Bull Racing-Honda RBPT) – 1:37,463 (turul 19) |     |                  |                              |        |              |       |        |
| Sursa:                                                                               |     |                  |                              |        |              |       |        |

Note
- ^1 – Oscar Piastri a primit o penalizare de timp de cinci secunde pentru că l-a forțat pe Pierre Gasly să iasă de pe pistă. Poziția sa finală nu a fost afectată de penalizare.[6][7]

## Marele Premiu

### Calificări
Calificările pentru Marele Premiu au avut loc pe 19 octombrie 2024, începând cu ora locală 17:00 CDT (UTC-5), 20 octombrie 01:00 EEST.
| Poz.                  | Nr. | Pilot            | Constructor                  | Timpi calificări | Timpi calificări | Timpi calificări | Grila finală |
| Poz.                  | Nr. | Pilot            | Constructor                  | Q1               | Q2               | Q3               | Grila finală |
| --------------------- | --- | ---------------- | ---------------------------- | ---------------- | ---------------- | ---------------- | ------------ |
| 1                     | 4   | Lando Norris     | McLaren-Mercedes             | 1:33,616         | 1:32,851         | 1:32,330         | 1            |
| 2                     | 1   | Max Verstappen   | Red Bull Racing-Honda RBPT   | 1:33,046         | 1:32,584         | 1:32,361         | 2            |
| 3                     | 55  | Carlos Sainz Jr. | Ferrari                      | 1:33,556         | 1:32,836         | 1:32,652         | 3            |
| 4                     | 16  | Charles Leclerc  | Ferrari                      | 1:33,241         | 1:32,962         | 1:32,740         | 4            |
| 5                     | 81  | Oscar Piastri    | McLaren-Mercedes             | 1:33,864         | 1:33,057         | 1:32,950         | 5            |
| 6                     | 63  | George Russell   | Mercedes                     | 1:33,536         | 1:33,142         | 1:32,974         | LB           |
| 7                     | 10  | Pierre Gasly     | Alpine-Renault               | 1:33,550         | 1:33,162         | 1:33,018         | 6            |
| 8                     | 14  | Fernando Alonso  | Aston Martin Aramco-Mercedes | 1:33,973         | 1:33,429         | 1:33,309         | 7            |
| 9                     | 20  | Kevin Magnussen  | Haas-Ferrari                 | 1:33,564         | 1:33,474         | 1:33,481         | 8            |
| 10                    | 11  | Sergio Pérez     | Red Bull Racing-Honda RBPT   | 1:33,611         | 1:33,020         | Fără timp        | 9            |
| 11                    | 22  | Yuki Tsunoda     | RB-Honda RBPT                | 1:33,795         | 1:33,506         | N/A              | 10           |
| 12                    | 27  | Nico Hülkenberg  | Haas-Ferrari                 | 1:33,601         | 1:33,544         | N/A              | 11           |
| 13                    | 31  | Esteban Ocon     | Alpine-Renault               | 1:33,986         | 1:33,597         | N/A              | 12           |
| 14                    | 18  | Lance Stroll     | Aston Martin Aramco-Mercedes | 1:34,033         | 1:33,759         | N/A              | 13           |
| 15                    | 30  | Liam Lawson      | RB-Honda RBPT                | 1:33,339         | Fără timp        | N/A              | 19           |
| 16                    | 23  | Alexander Albon  | Williams-Mercedes            | 1:34,051         | N/A              | N/A              | 14           |
| 17                    | 43  | Franco Colapinto | Williams-Mercedes            | 1:34,062         | N/A              | N/A              | 15           |
| 18                    | 77  | Valtteri Bottas  | Kick Sauber-Ferrari          | 1:34,152         | N/A              | N/A              | 16           |
| 19                    | 44  | Lewis Hamilton   | Mercedes                     | 1:34,154         | N/A              | N/A              | 17           |
| 20                    | 24  | Zhou Guanyu      | Kick Sauber-Ferrari          | 1:34,228         | N/A              | N/A              | 18           |
| Regula 107%: 1:39,559 |     |                  |                              |                  |                  |                  |              |
| Sursa:                |     |                  |                              |                  |                  |                  |              |

Note
- ^1 – George Russell s-a calificat pe locul al șaselea, dar a fost nevoit să înceapă cursa de la boxe, deoarece mașina sa a fost modificată în condiții de parc închis.[9]
- ^2 – Liam Lawson a fost nevoit să pornească de pe ultima poziție a grilei de start pentru depășirea cotei sale de elemente ale motorului.[9][10]
- ^3 – Zhou Guanyu a primit o penalizare de cinci locuri pentru schimbarea unei componente ale mașinii.[9]

### Cursa
Cursa principală a avut loc pe 20 octombrie 2024, începând cu ora locală 14:00 CDT (UTC-5), ora 22:00 EEST, și a durat 56 de tururi.
| Poz.                                                                   | Nr. | Pilot            | Constructor                  | Tururi | Timp/Abandon | Grilă | Puncte |
| ---------------------------------------------------------------------- | --- | ---------------- | ---------------------------- | ------ | ------------ | ----- | ------ |
| 1                                                                      | 16  | Charles Leclerc  | Ferrari                      | 56     | 1:35:09,639  | 4     | 25     |
| 2                                                                      | 55  | Carlos Sainz Jr. | Ferrari                      | 56     | +8,562       | 3     | 18     |
| 3                                                                      | 1   | Max Verstappen   | Red Bull Racing-Honda RBPT   | 56     | +19,412      | 2     | 15     |
| 4                                                                      | 4   | Lando Norris     | McLaren-Mercedes             | 56     | +20,354      | 1     | 12     |
| 5                                                                      | 81  | Oscar Piastri    | McLaren-Mercedes             | 56     | +21,921      | 5     | 10     |
| 6                                                                      | 63  | George Russell   | Mercedes                     | 56     | +56,295      | LB    | 8      |
| 7                                                                      | 11  | Sergio Pérez     | Red Bull Racing-Honda RBPT   | 56     | +59,072      | 9     | 6      |
| 8                                                                      | 27  | Nico Hülkenberg  | Haas-Ferrari                 | 56     | +1:02,957    | 11    | 4      |
| 9                                                                      | 30  | Liam Lawson      | RB-Honda RBPT                | 56     | +1:10,563    | 19    | 2      |
| 10                                                                     | 43  | Franco Colapinto | Williams-Mercedes            | 56     | +1:11,979    | 15    | 1      |
| 11                                                                     | 20  | Kevin Magnussen  | Haas-Ferrari                 | 56     | +1:19,782    | 8     |        |
| 12                                                                     | 10  | Pierre Gasly     | Alpine-Renault               | 56     | +1:30,558    | 6     |        |
| 13                                                                     | 14  | Fernando Alonso  | Aston Martin Aramco-Mercedes | 55     | +1 tur       | 7     |        |
| 14                                                                     | 22  | Yuki Tsunoda     | RB-Honda RBPT                | 55     | +1 tur       | 10    |        |
| 15                                                                     | 18  | Lance Stroll     | Aston Martin Aramco-Mercedes | 55     | +1 tur       | 13    |        |
| 16                                                                     | 23  | Alexander Albon  | Williams-Mercedes            | 55     | +1 tur       | 14    |        |
| 17                                                                     | 77  | Valtteri Bottas  | Kick Sauber-Ferrari          | 55     | +1 tur       | 16    |        |
| 18                                                                     | 31  | Esteban Ocon     | Alpine-Renault               | 55     | +1 tur       | 12    |        |
| 19                                                                     | 24  | Zhou Guanyu      | Kick Sauber-Ferrari          | 55     | +1 tur       | 18    |        |
| Ab                                                                     | 44  | Lewis Hamilton   | Mercedes                     | 1      | Accident     | 17    |        |
| Cel mai rapid tur: Esteban Ocon (Alpine-Renault) – 1:37,330 (turul 53) |     |                  |                              |        |              |       |        |
| Sursa:                                                                 |     |                  |                              |        |              |       |        |

Note
- ^1 – Lando Norris a terminat al treilea, dar a primit o penalizare de timp de cinci secunde pentru că a părăsit pista și a obținut un avantaj.[14]
- ^2 – Pierre Gasly a primit o penalizare de timp de cinci secunde pentru părăsirea pistei și obținerea unui avantaj. Poziția sa finală nu a fost afectată de penalizare.[15]
- ^3 – Yuki Tsunoda a primit o penalizare de timp de cinci secunde pentru că l-a forțat pe Alexander Albon să iasă de pe pistă. Poziția sa finală nu a fost afectată de penalizare.[16]

## Clasamentele campionatelor după cursă
|        | Poz. | Pilot            | Pct. |
| ------ | ---- | ---------------- | ---- |
|        | 1    | Max Verstappen   | 354  |
|        | 2    | Lando Norris     | 297  |
|        | 3    | Charles Leclerc  | 275  |
|        | 4    | Oscar Piastri    | 247  |
|        | 5    | Carlos Sainz Jr. | 215  |
| Sursa: |      |                  |      |

|        | Poz. | Constructor                  | Pct. |
| ------ | ---- | ---------------------------- | ---- |
|        | 1    | McLaren-Mercedes             | 544  |
|        | 2    | Red Bull Racing-Honda RBPT   | 504  |
|        | 3    | Ferrari                      | 496  |
|        | 4    | Mercedes                     | 344  |
|        | 5    | Aston Martin Aramco-Mercedes | 86   |
| Sursa: |      |                              |      |

- Notă: Doar primele cinci locuri sunt prezentate în ambele clasamente.